# Sphenodesme
Sphenodesme là một chi thực vật có hoa trong họ Hoa môi (Lamiaceae).

## Loài
Chi Sphenodesme gồm các loài:
1. Sphenodesme amethystina Dop - Việt Nam
2. Sphenodesme eryciboides Kurz - Myanmar, Thailand
3. Sphenodesme ferruginea (Griff.) Briq.  - Laos, Việt Nam, Myanmar, Thailand
4. Sphenodesme floribunda Chun & F.C.How - Guangdong, Hainan
5. Sphenodesme griffithiana Wight - Việt Nam, Myanmar
6. Sphenodesme involucrata (C.Presl) B.L.Rob - India, Andaman & Nicobar Islands, Myanmar, Việt Nam, Thailand, Malaya, Borneo, Guangdong, Hainan, Taiwan
7. Sphenodesme mekongensis Dop - Laos, Thailand
8. Sphenodesme mollis Craib - Yunnan, Cambodia, Thailand, Việt Nam
9. Sphenodesme pentandra Jack - Sri Lanka, Bangladesh, Assam, Nicobar Islands, Indochina, Malaya, Borneo, Guangdong, Hainan, Yunnan
10. Sphenodesme pierrei Dop - Việt Nam
11. Sphenodesme racemosa (C.Presl) Moldenke - Malaya, Borneo, Sumatra
12. Sphenodesme sarawakensis Moldenke - Borneo
13. Sphenodesme stellata Merr. - Sabah
14. Sphenodesme thorelii Dop - Việt Nam
15. Sphenodesme triflora Wight - Thailand, Malaya, Borneo, Sumatra